# 동국산업
동국산업은 대한민국의 철강기업이다. 냉연제품을 주력으로 했으며 본사는 서울특별시 중구 다동길 46 (다동)에 있다. 대표이사는 장세희, 이원휘의 공동이사이며 장세희 외 26.91%를 주주하고 있다.

## 역사
- 1967년 - (주)대원사 설립
- 1969년 - 부동산업과 산림업을 개시
- 1975년 - 무역업을 개시, 대안해운(주)을 흡수합병
- 1976년 - 포항공장을 매입해 주물제품 생산개시, 부산 사상공장에 H-빔 생산개시
- 1980년 - 철탑산업훈장을 받았다.
- 1986년 - 동국건설(주)과 합병해 현 사명을 개칭
- 1990년 - 포항에 냉연강판설비공장 준공
- 1996년 - 코스닥에 기업 공개
- 1998년 - (주)창원을 합병, 열연아연도금강 생산개시
- 1999년 - 1억불 수출의 탑을 달성
- 2001년 - 동국제강그룹에서 계열 분리, 건설, 철구 사업부문을 물적 분할해 (주)동국S&C로 분사, 신설법인 등록
- 2003년 - 내화물/소재사업부문을 동국내화로 재분사
- 2004년 - 옛 신화건설(주) 계열 신화특수강(주) 인수, (주)한려에너지개발을 계열 편입
- 2006년 - (주)동연에스엔티와 청석개발(주)을 관계사로 편입, 미국 DK America, Inc.를 설립
- 2008년 - 복강판 및 냉간, 철강압연제품의 제조와 판매를 위해 디케이동신(주)을 설립
- 2014년 - 대원스틸을 합병한 후 조선선재 계열 3사를 분리시켰다.

## 사업장

### 본사
- 주소 : 서울특별시 중구 다동길 46
전화/팩스 : 02)316-7500, 02)316-7893

### 포항공장
- 주소 : 경상북도 포항시 남구 괴동로 57
전화/팩스 : 054)271-0114, 054)285-6161

### 시흥공장
- 주소 : 경기도 시흥시 희망공원로 233
전화/팩스 : 031)432-6521, 031)497-5684

### 경주공장
- 주소 : 경상북도 경주시 천북면 천북산단로2길 116-24
전화/팩스 : 054)271-0903

### 영업소
- 경인영업소, 남부영업소, 해외영업팀

## 계열사
- 동국S&C
- 동국R&S - 구 창원요업-(주)창원-동국산업 내화물/소재사업부문-동국내화.
- 동연S&T
- 디케이동신
- 금화철강
- DK 아메리카 - 당사의 미국법인.
- 동국산업(상해)무역유한공사 - 당사의 중국 상하이 현지법인.
- 영구신동내화재료유한공사 - 당사(동국R&S)의 중국 잉커우시 현지법인.
- 치박동국내화재료유한공사 - 당사의 중국 쯔보시 현지법인.
- 동국산업재팬 - 당사의 일본법인.
- 신안풍력발전
- 청석개발
- 불이 - 직업훈련원 운영.
- (재)불이원 - 장학사업 및 불우이웃돕기사업 담당.
- (재)중도

## 같이 보기
- 동국제강그룹
- 조선선재